# Залуський Симеон

Обкладинка книги Ярослава Тинченка «Герої Українського неба».

Симеон Залуський (нар. 1899 — пом. 1919) — пілот збройних сил УНР, похований у м. Горохів, в Горохівському районі, Волинської області. Його літак був збитий в бою з більшовиками в околицях Скобелки.